# La Neuville-aux-Larris
La Neuville-aux-Larris is een gemeente in het Franse departement Marne (regio Grand Est) en telt 167 inwoners (2004). De plaats maakt deel uit van het arrondissement Epernay.

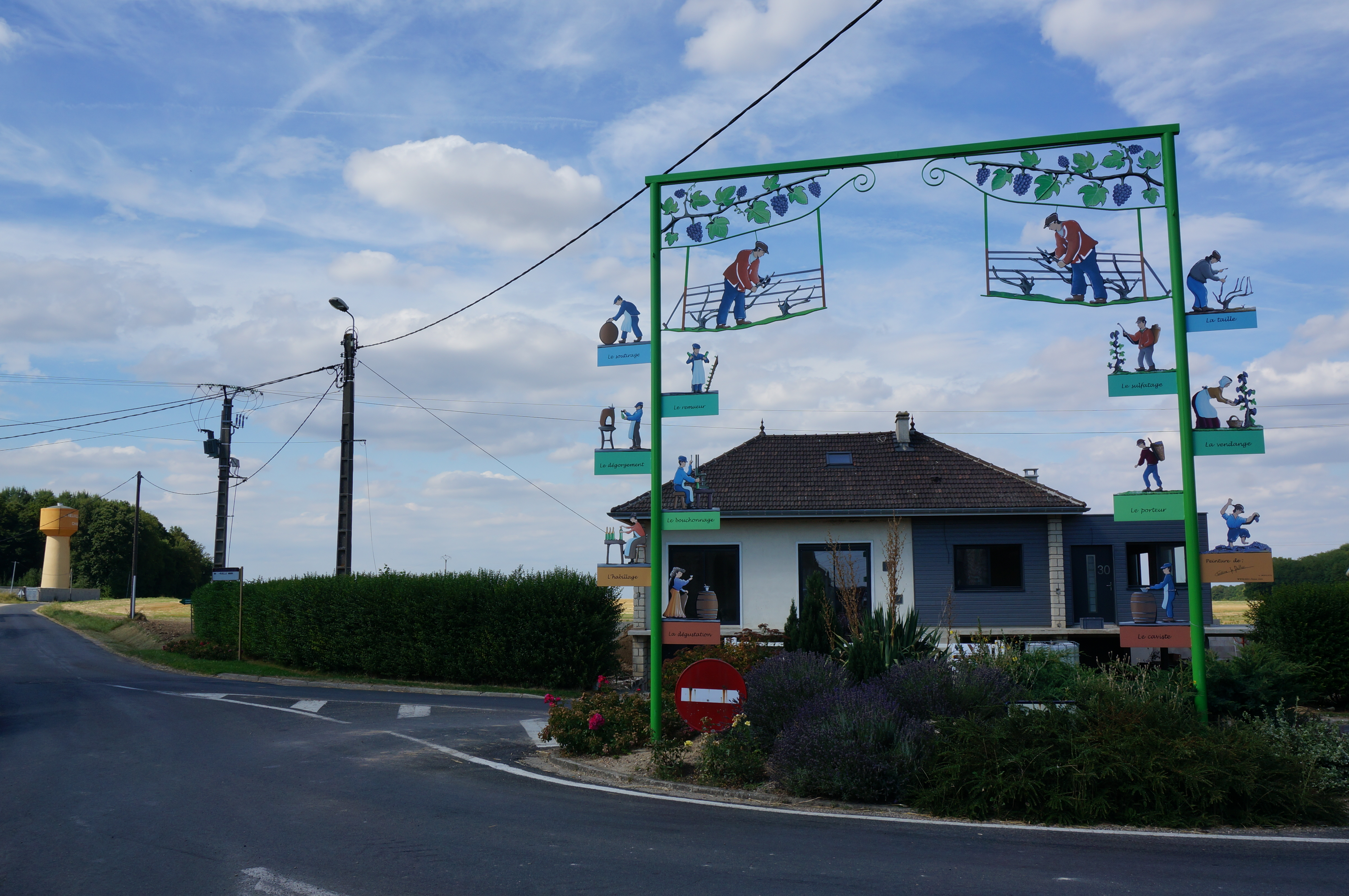
Het dorp vanaf de noordkant gezien
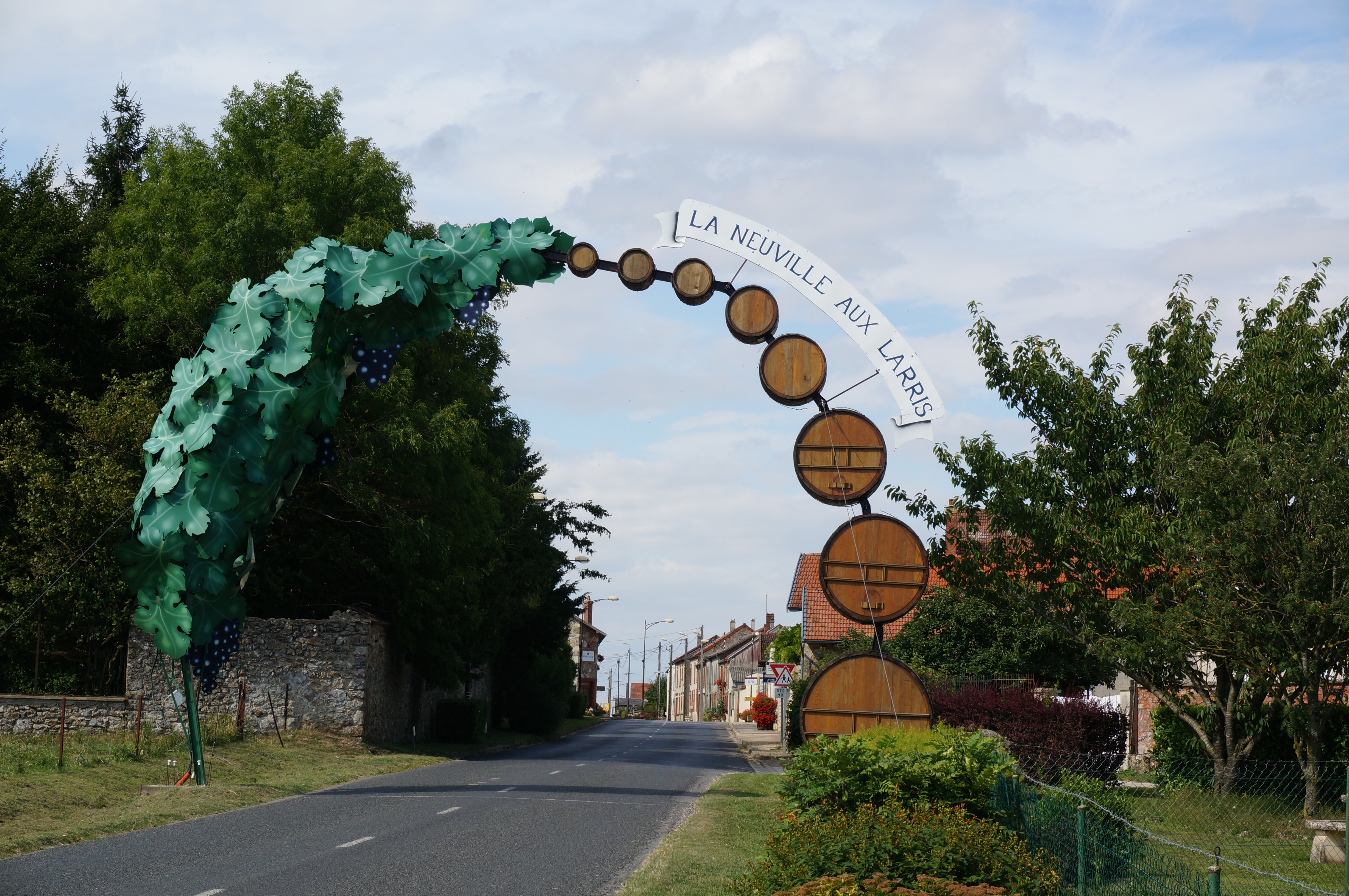
Het dorp vanaf de zuidkant gezien

## Geografie
De oppervlakte van La Neuville-aux-Larris bedraagt 1,6 km², de bevolkingsdichtheid is 104,4 inwoners per km².
De onderstaande kaart toont de ligging van La Neuville-aux-Larris met de belangrijkste infrastructuur en aangrenzende gemeenten.

## Demografie
Onderstaande figuur toont het verloop van het inwonertal (bron: INSEE-tellingen).